# Радлер, Блажей
Бла́жей Ра́длер (пол. Błażej Radler; 2 августа 1982) — польский футболист, защитник клуба «Одра (Водзислав-Слёнски)».

## Карьера

### Клубная
В юности играл за команду «Рымер» из Рыбника. В польской Экстраклассе провёл 78 игр в составе «Гурника» из Забже. Играл в польских командах «Подбескидзе», «Одра» и «Знич», а также в бельгийском «Тюбизе». Сейчас играет в «Погони».

### В сборной
В составе юношеской сборной выиграл первенство Европы в Финляндии (2001 год).